# Диян Димов
Диян Христов Димов е български футболист, полузащитник. Роден е на 27 септември 1985 г. в Русе.

## Кариера
Димов е юноша на Дунав (Русе). Дебютира при мъжете на 16 години и до лятото на 2007 е футболист на Дунав, като тогава преминава в Бенковски (Бяла). През 2009 г. се завръща в Дунав. От лятото на 2010 г. е играч на ПФК Лудогорец 1945 (Разград). Септември 2011 става футболист на Светкавица (Търговище) в А група. От януари 2012 г. е футболист на Етър-1924 (Велико Търново). Играе за Аристон (Русе) през сезон 2011/2012, но впоследствие отборът се разпада и от сезон 2013/2014 се завръща в Б група с Дунав (Русе), като в този сезон „Дунав“ изпадат от класирането. През сезон 2013/2014 постига дубъл с „Дунав“ във В група, като печели СИ В група и Купата на АФЛ. Остава в „Дунав“ и за сезон 2015/2016.